# Nigeria en los Juegos Olímpicos de Pekín 2008
Nigeria estuvo representada en los Juegos Olímpicos de Pekín 2008 por un total de 74 deportistas que compitieron en 10 deportes.  
El portador de la bandera en la ceremonia de apertura fue el tenista de mesa Bose Kaffo.

## Medallistas
El equipo olímpico nigeriano obtuvo las siguientes medallas:
| Nombre                                                          | Deporte      | Competición         |
| --------------------------------------------------------------- | ------------ | ------------------- |
| Oro                                                             |              |                     |
| —                                                               |              |                     |
| Plata                                                           |              |                     |
| Blessing Okagbare                                               | Atletismo    | Salto de longitud F |
| Franca Idoko Gloria Kemasuode Halimat Ismaila Oludamola Osayomi | Atletismo    | 4 × 100 m F         |
| Equipo                                                          | Fútbol       | Torneo M            |
| Bronce                                                          |              |                     |
| Maryam Usman                                                    | Halterofilia | +75 kg F            |
| Chika Chukwumerije                                              | Taekwondo    | +80 kg M            |